# Ипостасное соединение

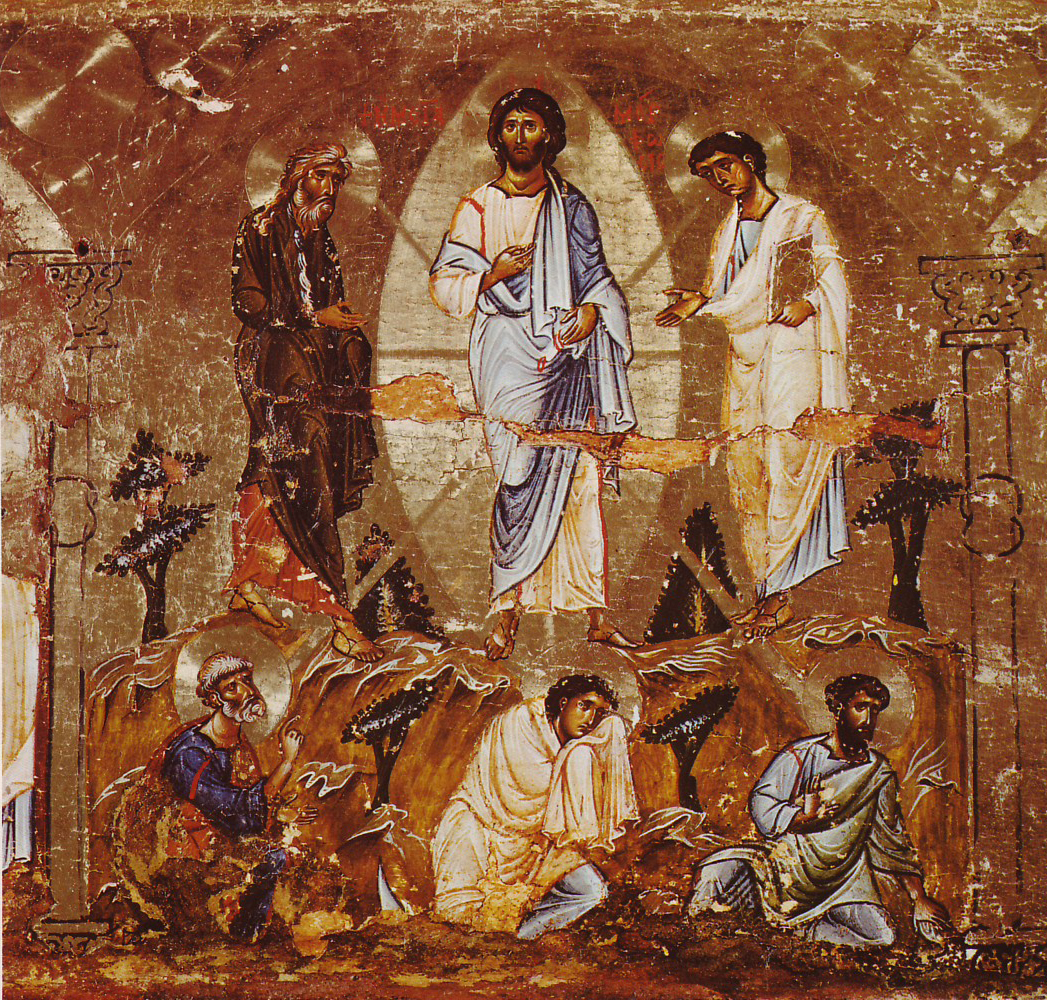
Преображение Господне — главное евангельское свидетельство об испостасном союзе
(византийская икона, XII век, монастырь Святой Екатерины)

Ипоста́сное соединение (ипоста́сный союз, от греч. ὑπόστασις — основа, ипостась) — техническое, диофизитское понятие в христианской теологии и христологии, служащее для объяснения богочеловечности Иисуса Христа. В католицизме и православии ипостасное соединение рассматривается как несмешивающееся сочетание божественной и человеческой природы Христа в одной ипостаси. В протестантизме существуют различные взгляды на ипостасное соединение. Древневосточные православные церкви придерживаются мнения о единой Богочеловеческой природе и единой Богочеловеческой ипостаси Иисуса Христа. Ассирийская церковь Востока и Древняя Ассирийская церковь Востока придерживаются учения о двух кномах (ипостасях) в одном лице Иисуса Христа.
Понятие ипостасного соединения было введено Кириллом Александрийским и догматически оформилось на Халкидонском вселенском соборе. Указания на него содержатся во всех трёх основных символах веры: Апостольском, Афанасьевском и Никео-Цареградском. Ипостасное соединение объясняет, в частности, искупление Христом грехов человечества и последующее Воскресение.

## История догмата

### Упоминания в Новом Завете

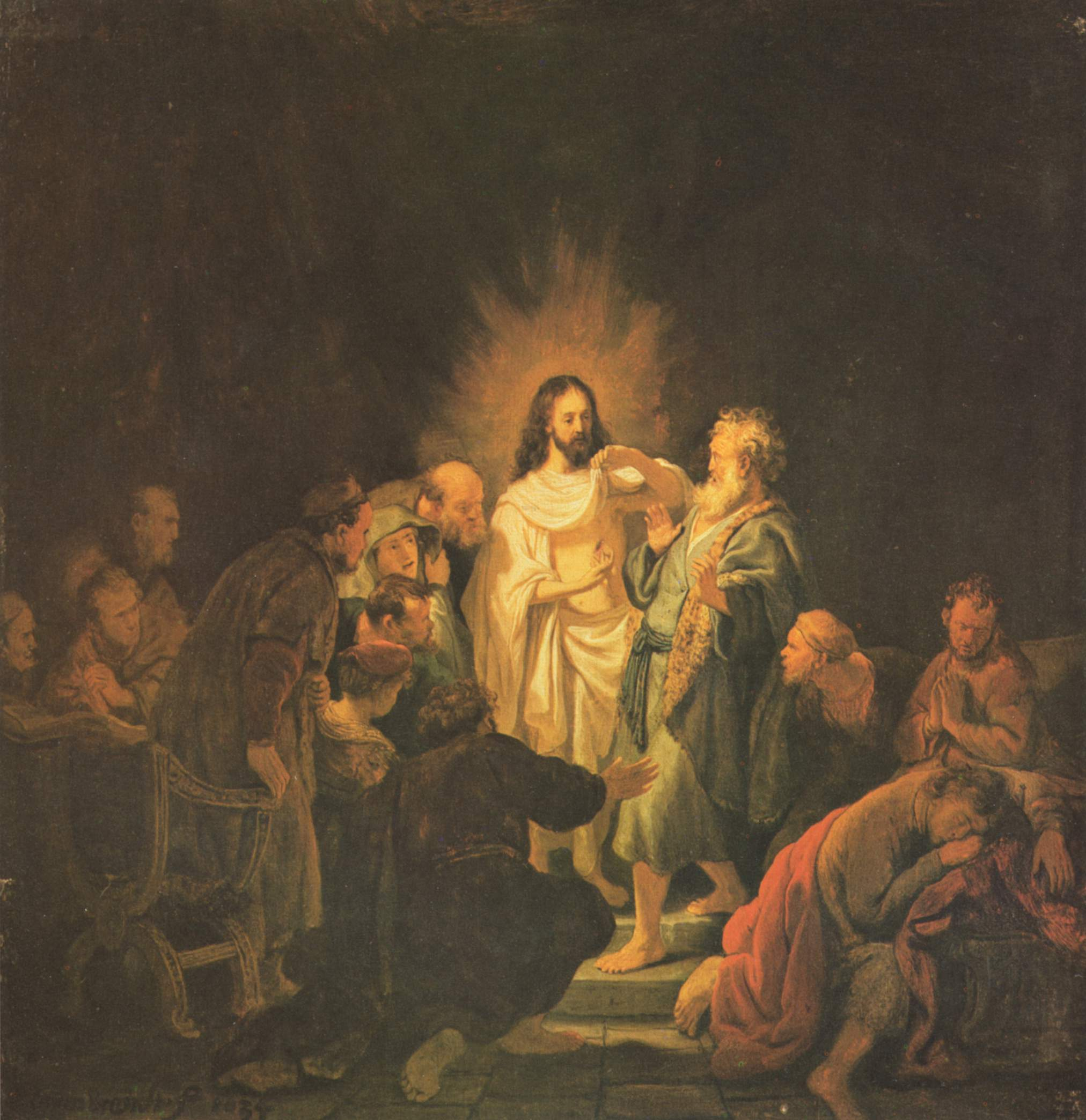
«Уверение апостола Фомы», Рембрандт.

Несмотря на то, что ипостасное соединение прямо не упоминается в Новом Завете, в нём содержатся многочисленные указания на него, в особенности Евр. 1:3, где Христос характеризуется как «образ ипостаси Его».
Согласно доктрине кенозиса, Бог Сын ради единения с человечеством и искупления его грехов низвёл своё могущество до уровня физического Воплощения с последующим принятием крестных мук и смерти. В связи с этим книги Нового Завета указывают на отдельные признаки как божественной, так и человеческой природы Христа. Среди его божественных признаков — исключительное могущество, суверенность небесной и земной власти (в том числе власть над собственной земной жизнью), непогрешимая справедливость, всезнание, вездесущность и неизменность. В этом аспекте Иисус титулуется Сыном Божьим, Господом и просто Богом. В то же время Иисус как человек рос, испытывал голод (в частности, во время своего сорокадневного поста), жажду и усталость, спал, Сам именует себя Сыном Человеческим, принимает от других имя Сына Давидова (впрочем, оба этих имени имеют эсхатологическое значение, указывая на Него как на Мессию), а в посланиях апостола Павла называется «человеком Христом Иисусом». Человеческая природа Христа, однако, не поглощается божественной, он остаётся истинным человеком. Так, например, в Евангелиях от Матфея, Марка и Луки приводится эпизод, в котором Иисус, уча в Иерусалимском Храме, объясняет сущность одного из своих титулов — ссылаясь на ветхозаветный Псалтирь, Иисус показывает, что он не только носит мессианский титул Сына Давидова по плоти, но в то же время является Господом Давида по своей божественной природе. В Евангелии от Матфея фарисеи отказываются от этого вывода, который, однако, является для них неизбежным. Послание к Евреям сообщает, что Иисус также получил полную первосвященническую власть — не только обычным образом, по новому «чину» Мелхиседека, заменившего традиционную линию левитов, но и непосредственно свыше.
Важным евангельским свидетельством об ипостасном соединении является Преображение, поскольку, хотя сакральное тело Иисуса с момента ипостасного соединения преисполнилось божественной славой, эта слава была временно сокрыта в теле. По словам преподобного Иоанна Дамаскина, Иисус во время Преображения «становится не тем, чем не был, но отверзая очи Своих учеников и из слепых делая их зрячими, является им Тем самым, Чем был». Оставаясь бытийно Тем же, Иисус, преображаясь, открывает ученикам свою Божественную природу, Которую они не видели прежде.
Фраза Христа «восхожу к Отцу Моему и Отцу вашему и Богу Моему и Богу вашему», обращённая к Марии Магдалине (Ин. 20:17), была истолкована как указание на то, что различие природ не упразднилось и после Воскресения. Более раннее толкование было предложено преподобным Иоанном Дамаскином: «Отцом называет Бога потому, что Бог есть Отец по естеству, а наш — по благодати, нам Бог — по естеству, а Ему соделался по благодати, поскольку Сам сделался человеком».

### Раннехристианская диофизитская полемика

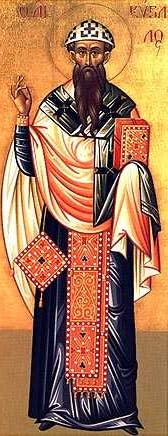
Кирилл Александрийский, введший понятия ипостасного соединения и анипостазиса в споре с несторианами.

Гностическое учение докетов, которое так же, как и монархианство, существовало во II—III веках, считало телесность Христа призрачной. Уже в этот период подобные взгляды были оспорены Игнатием Антиохийским, который в «Послании к ефесянам» писал, что для еретиков «есть только один врач, телесный и духовный, рождённый и нерождённый, Бог во плоти, в смерти истинная жизнь, от Марии и от Бога, сначала подверженный, а потом не подверженный страданию, Господь наш Иисус Христос». Аналогичная позиция была изложена Юстином Мучеником в «Первой апологии»: «Слово, которое есть первородный Сын Божий, Иисус Христос, Учитель наш, родился без смешения»; «Иисус Христос, единый собственно сын, родившийся от Бога, Слово Его и первенец и сила, Который по воле его сделался человеком, — для изменения и восстановления рода человеческого».
Один из ранних Отцов Церкви Ириней Лионский, в своём труде «Против ересей» объяснил причинную связь божественной и человеческой природы в Иисусе: с целью уничтожения греха и искупления Бог-Сын должен был сам стать человеком, «который был приведён в рабство грехом и находился под властью смерти, дабы грех был умерщвлён человеком и человек ушёл от смерти». «Если же Он, не сделавшись плотию, казался как бы плотию, то не истинно было дело Его. Но чем казался, то Он и был, — Бог, восстановляющий в Себе древнее создание человека, чтобы убить грех и упразднить смерть и оживить человека: и поэтому-то истинны дела Его», — пишет далее Иреней.
После Миланского эдикта в 313 году споры о сущности Христа продолжились. В 318 году александрийский пресвитер Арий в ходе споров с епископом Александром Александрийским выдвинул идею, получившей название арианства. Ссылаясь на Деян. 2:36 и Евр. 3:2, ариане посчитали Бога-Сына творением (греч. κτίσμα). Однако понятия ипостаси и сущности (узии) некоторое время являлись в богословском смысле синонимами, различия между ними не проводил, в частности, такой крупный церковный деятель, как Августин. В 325 году для разрешения споров между Александром и Арием, по инициативе римского императора Константина Великого, был созван Первый Никейский собор. На соборе была, в частности, сформирована доктрина единосущия (омоузии) Христа.
После смерти Ария борьба с его учением продолжалась более пятидесяти лет. Так, например, в первой из «Трёх книг против ариан» Афанасий Великий привёл четыре библейские ссылки для обоснования вечности Бога-Сына, его неизменности и единосущия: Ис. 40:28, Дан. 13:42, Рим. 1:20 и Евр. 1:2. Григорий Богослов, поясняя сущность ипостасного соединения, писал: «Сын Божий благоволит стать и именоваться и Сыном Человеческим, не изменяя того, чем был (ибо сие неизменяемо), но, приняв то, чем не был (ибо Он человеколюбив, чтобы Невместимому сделаться вместимым, вступая в общение с нами чрез посредствующую плоть)»
Представитель александрийской богословской школы и ярый противник арианства Аполлинарий Лаодикийский предположил, что совершенный человек и совершенное божество не могут соединиться в одно лицо. Посчитав, что Христос как совершенный человек был бы греховен, Аполлинарий стал учить, что Христос имел только две части человеческого существа (тело и душу), тогда как дух заступал в нём Логос. С 362 года аполлинарианство начало отвергаться на многих соборах, включая Первый Константинопольский. После смерти Аполлинария его сторонники разделились на виталианцев (по имени епископа Виталия), придерживающихся взглядов самого Аполлинария, и полемианцев (по имени философа Полемия Сильвия, другие названия — антрополатры, сарколатры и синузиасты), считавших, что божественная и человеческая природа Христа слились в одну субстанцию и поэтому нужно поклоняться лишь его телу.
В аналогичным Аполлинарию положении оказался епископ Маркелл. С целью опровержения арианства он предложил различать Логос и Бога-Сына таким образом, что в Троице Логос является Логосом, а воплотившись во Христе он становится Богом-Сыном.
В начале V века появилось также близкое к докетизму учение константинопольского архимандрита Евтихия, согласно которому человеческая природа Христа была полностью поглощена божественной, поэтому Христос имел лишь кажущуюся плоть. Как новая ересь евтихианство было осуждено на Константинопольском поместном соборе 448 года, созванным патриархом Флавианом. Однако в следующем году Евтихия оправдал так называемый «разбойничий» Второй Эфесский собор, незаконно созванный александрийским патриархом Диоскором.

#### Появление понятия об ипостасном соединении
Первая половина V века ознаменовалась дальнейшим противостоянием александрийской и антиохийской школ. Представитель последней, Несторий, стал основоположником несторианства, согласно которому Иисус был лишь обителью божества и орудием спасения. По Несторию, Иисус, будучи человеком, стал Христом через наитие Святого Духа, а Логос пребывал в нём в особом нравственном или относительном соединении (греч. κατα σχέσιν). Не решившись соответственно назвать Богородицу «человекородицей», Несторий предложил именовать её «Христородицей». Против Нестория выступили, в частности, Леонтий Иерусалимский, Прокл, Евсевий Дорилейский и Кирилл Александрийский. Последний около 428 года опубликовал двенадцать анафематизмов, разоблачавших несторианство, и ввёл термин «ипостасный союз». Полемизируя с несторианами, Кирилл применительно к человеческой природе Христа ввёл также понятие анипостазиса. Считая человеческое естество Иисуса анипостасным, Кирилл учил, что оно никогда не было отдельной ипостасью, то есть не существовало независимо от божественного естества. По Кириллу, не было такого момента, когда Иисус, будучи обычным человеком, обожился, как полагали несториане.
В 431 году двести епископов, присутствовавших на Эфесском соборе, постановили признавать соединение в Иисусе Христе со времени воплощения божественного и человеческого начала. Было также постановлено исповедовать Иисуса Христа совершенным Богом и совершенным человеком, а Деву Марию — Богородицей.

#### Формула единения
В 433 году для примирения александрийской и антиохийской церквей была заключена Антиохийская уния с так называемой формулой единения. Хотя не все епископы поддержали её, отношения между двумя Церквями улучшились. Формула единения гласила, что Христос «единосущен Отцу по Божеству и единосущен нам по человечеству, ибо совершилось соединение двух естеств». При этом постановлялось, что Мария является матерью не человека, а воплотившегося Бога-Сына, Логоса, воссоединившегося с человечеством (греч. λόγος ἔνσαρκος): «Сообразно с этой мыслию о неслиянном единении (природ) мы исповедуем Святую Деву — Богородицей, и это потому, что воплотился и вочеловечился Бог-Логос и от её зачатия соединил с Собой воспринятый от Неё храм»".

#### Халкидонское вероопределение
Учение об ипостасном соединении окончательно оформилось на Халкидонском вселенском соборе 451 года, подтвердившем соответствующие положения Первого Никейского и Эфесского соборов. Собор принял так называемое Халкидонское вероопределение, или орос, которое гласило:

«Итак, следуя за божественными отцами, мы все единогласно учим исповедовать Одного и Того же Сына, Господа нашего Иисуса Христа, Совершенным по Божеству и Его же Самого Совершенным по человечеству; подлинно Бога и Его же Самого подлинно человека; из разумной души и тела; единосущным Отцу по Божеству и Его же Самого единосущным нам по человечеству; подобным нам во всем, кроме греха; прежде веков рождённым из Отца по Божеству, а в последние дни Его же Самого для нас и для нашего спасения (рождённого) по человечеству из Марии Девы Богородицы; Одного и Того же Христа, Сына, Господа Единородного, познаваемым в двух природах неслитно, непревращенно, неразделимо, неразлучимо.
(При этом) разница природ не исчезает через соединение, а ещё более сохраняется особенность каждой природы, сходящейся в одно Лицо и в одну Ипостась. (Учим исповедовать) не рассекаемым или различаемым на два лица, но Одним и Тем же Сыном и Единородным, Богом-Словом, Господом Иисусом Христом. Как изначала о Нем (изрекли) пророки и наставил нас Сам Господь Иисус Христос и как предал нам символ отцов наших"
Христос поэтому был признан существующим «в двух природах» (греч. εν δύο φύσεσιν, лат. in duabus naturis), божественной и человеческой. Против этого положения выступил Диоскор, предложивший заменить предлог «εν» («в») на «ἐκ» («из»). Однако поскольку это означало бы происхождение Иисуса из слияния двух природ, поддерживая таким образом евтихианство, греко- и латиноязычные делегаты собора отвергли это предложение. Через своих легатов к собору обратился с письмом папа римский Лев I, писавший в частности: «Он же — вечного Отца вечный Единородный родился от святого Духа и Марии Девы. Это временное рождение ничего не убавило от того Божественного и вечного рождения, и ничего к нему не прибавило». Учение об ипостасном единстве, изложенное в догматическом послании «Томос» Льва I к Флавиану, Халкидонский собор объявил учением Отцов Церкви.
Одним из наиболее известных защитников Халкидонского вероопределения стал Иоанн Дамаскин. Ряд верующих, например, константинопольские акимиты, истолковали Халкидонское вероопределение в близком несторианству смысле. Они отказались признавать теопасхистские выражения, такие как «Бог был распят» или «Бог умер на кресте». В 20-е годы VI века с требованием признания теопасхизма как критерия правой веры выступили т.н. «скифские монахи» — Иоанн Максенций, Леонтий Иерусалимский и ряд других религиозных деятелей. Этот вопрос в 553 году разрешил Второй Константинопольский собор. Подтвердив Халкидонское вероопределение, он принял понятие составной ипостаси и утвердил, что Бог-Сын усвоил человеческую природу и сообщил последней свою ипостась («опору»).

## Современные интерпретации

### Католицизм
Согласно Катехизису Католической церкви Христос происходит от Отца по божеству, а от Марии — по человечеству, причём Мария является Матерью Божьей не потому, что Бог-Сын принял от Неё свою божественную природу, а потому, что от Неё он получил своё священное тело, наделённое разумной душой.
Мы говорим, что Слово рождается во плоти, соединив эту плоть с Собою ипостасно
Согласно концепции «communicatio idiomatum» (с лат. — «общение свойств»), содержащейся также в лютеранской Формуле согласия, эти две природы Христа не являются взаимоисключающими: Бог-Сын является атрибутом человеческой природы Иисуса и наоборот. Христос обладает человеческой волей, чувствами и слабостями, но с точки зрения ипостасного соединения все действия Христа могут быть в равной степени приписаны и Богу и человеку (ср. Ин. 14:9). При этом знания, святость, благодать и слава человеческой природы Христа являются следствием ипостасного соединения.
Фома Аквинский в «Сумме теологии» (том III, вопросы 1—26) объясняет ипостасное соединение как объединение божественной и человеческой природы Христа в ипостаси Бога-Сына (Логоса), который является полностью божественным и полностью человеческим. Критикуя монофизитство (III, 2, 1), Фома подчёркивает, что именно Бог-Сын пострадал во плоти ради спасения человечества. В томизме ипостасное соединение делает Иисуса непогрешимым без какой-либо дополнительной благодати. Пётр Ломбардский в «Сентенциях» отразил три взгляда на ипостасное соединение, существовавших в XII веке. Один из них богословские комментаторы назвали «homo assumptus». Согласно этому взгляду, человеческая природа Иисуса вступила в союз с Богом-Сыном при зачатии. В начале 1260-х годов Фома перестал считать эту позицию значимой. В Средние века, кроме того, францисканцы и доминиканцы горячо обсуждали вопрос о том, осталась ли пролитая во время Страстей кровь в ипостасном соединении с Христом во время трёхдневного нахождения в гробу (лат. triduum). В 2010-х годах преобладает точка зрения, согласно которой Христос остался в ипостасном соединении по крайней мере с той кровью, которую он обрёл при Воскресении.

### Православие

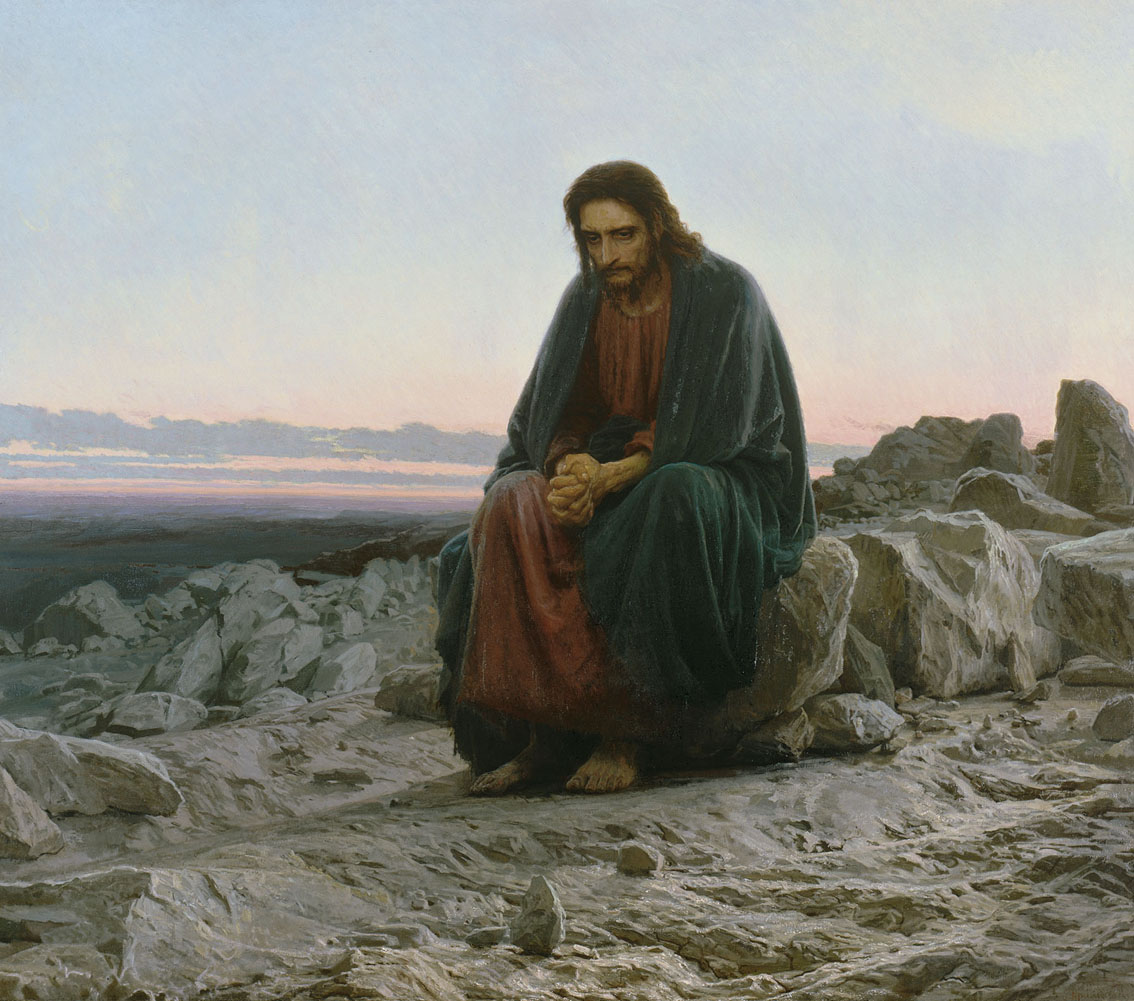
«Христос в пустыне», И. Н. Крамской. Как отметил Иван Гончаров, на картине «будущая судьба мира и всего живущего кроются в… смиренной простоте, неразлучной с истинным величием и силой».

Аналогом понятия «communicatio idiomatum» в православии является перихорезис, который Владимир Лосский охарактеризовал как «энергетическое взаимопроникновение тварного и нетварного во Христе». В этом контексте употребляются четыре понятия, встречающиеся уже у Кирилла Александрийского: неслитно (греч. ασυγχύτως), неизменно (ατρέπτως), нераздельно (αδιαιρέτως) и неразлучно (αχωρίςτως). Неслитность подразумевает, что в результате соединения две природы не слились между собою, образовав новую, а пребывают во Христе порознь. Неизменность означает, что в результате соединения ни божественность превратилась в «человечность», ни «человечность» превратилось в божественность: и то и другое сохраняет в личности Христа все свои качества. Под нераздельностью подразумевается то, что хотя две природы во Христе являются цельными и качественно различными, они не существуют отдельно, а объединены в единую ипостась Сына Божьего. Неразлучность означает перманентный союз обеих природ с момента непорочного зачатия Иисуса (что выражено, например, в тропаре «Во гро́бе пло́тски, во а́де же с душе́ю, я́ко Бог в раи же с разбойником»). Испытав тление в смысле разлучения с бренным телом (греч. φθορά), тело Христа не подверглось разложению (διαφθορά). Эти аспекты фигурируют в богослужении Великой субботы. При этом на основании девятого анафематизма Второго Константинопольского собора («если кто говорит, что в Иисусе Христе должна быть поклоняема каждая из Его природ, так что этим вводит два поклонения, особое Богу-Слову и особое человеку, […] тому да будет анафема»), православие отвергает католический культ тела и крови Христа и, в частности, Праздник Святейшего Сердца Иисуса.
Помимо этого, в православии существует также понятие воипостазирования (греч. ένυπόστατον, энипостатон), введённое Леонтием Византийским и развитое Леонтием Иерусалимским. Согласно последнему, «Христос не обладает некоей человеческой ипостасью, которая обособлена подобно нашей» — ипостась Бога-Сына является общей, неотделимой как от человеческой, так и от божественной природы Христа. Такая ипостась называется в православной теологии сложной ипостасью, поскольку она соединяет в себе божественную и человеческую природу Христа. Для объяснения ипостасного соединения Максим Исповедник прибег к аналогии о раскалённом мече: «Он режет, поскольку он — железо, и жжёт, поскольку он — огонь».

### Лютеранство
Лютеране относятся к догмату ипостасного соединения как к важному понятию, связанному с пришествием воплотившегося Бога. Для объяснения ипостасного соединения лютеранские богословы XVI—XVII веков сформулировали три положения. Согласно первому положению, так называемому закону качеств (лат. genus idiomaticum), качества, присущие божественной или человеческой природе, истинны и действительно относятся ко всей личности Христа, проявленной в обеих природах или в каждой по отдельности. Согласно закону величия (лат. genus majestaticum), вторая ипостась Троицы разделяет со своей человеческой природой все божественные признаки для совместного обладания ими, использования и обозначения в единой личности Христа. Закон соответствующего действия (лат. genus apotelesmaticum) учил, что каждая из природ Христа действует сообразно своим особенностям с участием второй из них, причём тайна этого личностного единства Бога и человека навсегда останется тайной.

### Другие течения
Кальвинизм отвергает концепцию «communicatio idiomatum», считая, что «конечное неспособно получить бесконечное». Свидетели Иеговы отвергают божественную природу Христа, принимая лишь его человеческую натуру. В Христианской науке, наоборот, принимается лишь божественность Христа.

### Православная научно-богословская литература
1. Jean Meyendorff. Le Christ dans la Theologie Byzantine. Paris, 1968. (На английском: John Meyendorff. Christ in the Eastern Christian Thought. New York, 1969. Русский перевод: Прот. Иоанн Мейендорф. «Иисус Христос в восточном православном богословии». М., 2000.)
2. Лурье В. М.  История византийской философии. Формативный период. — СПб., Axioma, 2006. XX + 553 с. ISBN 5-90141-013-0 Оглавление[неавторитетный источник]
3. Болотов В. В. «Лекции по истории древней Церкви». Том 4
4. Карташёв А. В. Вселенские Соборы. Париж, 1963